# Jamie McDonnell
Jamie McDonnell (ur. 30 marca 1986 w Doncasterze) – brytyjski bokser, aktualny zawodowy mistrz świata wagi koguciej (do 118 funtów) federacji IBF. 

## Kariera zawodowa
Karierę zawodową rozpoczął 16 września 2005. Do października 2012 stoczył 23 walki, z których 20 wygrał, 1 zremisował i 2 przegrał.
W tym okresie zdobył tytuły mistrza Europy (EBU) i Imperium Brytyjskiego w wadze koguciej.
11 maja 2013 otrzymał szansę walki o wakujący po rezygnacji Leo Santa Cruza tytuł mistrza federacji IBF w wadze koguciej. Zmierzył się w rodzinnym Doncaster z Meksykaninem Julio Ceją. Po wyrównanym pojedynku zwyciężył na punkty decyzją większości sędziów i został nowym mistrzem świata.
9 maja 2015 w Hidalgo w  Teksasie wygrał jednogłośnie na punkty 114:113, 114:113 i 114:113  z Japończykiem Tomoki Kamedą  (31-1, 19 KO), obroniąc pas WBA kategorii koguciej.
25 maja 2018 roku w Tokio znokautowany w pierwszej rundzie przez Japończyka Naoyi Inoue (16-0, 14 KO, tracąc mistrzowski pas federacji WBA w wadze koguciej.